# سفیدستان
سفیدستان از روستاهای سابق دهستان رودبار قصران بخش رودبار قصران شهرستان شمیران استان تهران ایران بود که در آبان ماه سال ۱۳۹۱ با تأسیس شهر شمشک دربندسر به همراه چند روستای دیگر در آن ادغام شد و اکنون محله این شهر محسوب می‌شود.

## جمعیت
جمعیت این روستا بر اساس سرشماری سال ۱۳۸۵ حدود ۱۳۹ نفر در ۴۰ خانوار بوده‌است. 